# Melli Beese
Amelie Hedwig Boutard-Beese, plus connue sous le nom de Melli Beese, née le 13 septembre 1886 à Laubegast près de Dresde et morte le 21 décembre 1925 à Berlin, est une aviatrice allemande. C'est la première femme en Allemagne à avoir obtenu sa licence de pilote le 13 septembre 1911.

## Biographie
Elle repose au cimetière de Schmargendorf à Berlin.